# Bollwerk-These
Die Bollwerk-These war ein konservatives und nationalsozialistisches Ideologem in der Zwischenkriegszeit, nach dem Deutschland einen Wall oder ein Bollwerk gegen die Ausbreitung des Bolschewismus bildete.

## Allgemein
In der Weimarer Republik löste diese Variante des Russlandbildes der Rechten den aggressiven Drang nach Osten ab, der im Programm zur Eroberung von Lebensraum im Osten praktisch umgesetzt wurde, trotz der gleichzeitigen Geheimen Zusammenarbeit zwischen Roter Armee und Reichswehr bis 1933.
Wegen ihres Antimarxismus und der Hoffnungen auf ein starkes Deutschland als Bollwerk gegen den Bolschewismus erhielt die NSDAP auf ihrem Weg zur Macht wertvolle Gelder aus dem Ausland. Das NS-Regime nahm für sich in Anspruch, Deutschland und Europa und damit zugleich die „abendländische Kultur“ vor dem Bolschewismus gerettet zu haben, indem es sich diesem als unüberwindliches Bollwerk in den Weg gestellt habe. Diese Propaganda hinterließ einen erfolgreichen Eindruck im deutschen Bürgertum und im westlichen Ausland. So lobte Lord Halifax am 19. November 1937 Hitler, der nach seinen Worten:

„nicht nur in Deutschland selbst Großes geleistet habe, sondern daß er auch durch die Vernichtung des Kommunismus im eigenen Lande diesen den Weg nach Westeuropa versperrt habe und daß daher mit Recht Deutschland als Bollwerk des Westens gegen den Bolschewismus angesehen werden könne“

Auch die Aufrüstung der Wehrmacht wurde in vielen europäischen Regierungs- und Offizierskreisen als „Bollwerk gegen den Bolschewismus“ begrüßt. Gottfried Niedhart widerspricht der These, dass das konservative England das faschistische Deutschland als Bollwerk gegen die kommunistische Sowjetunion aufgebaut habe. Die Isolierung Moskaus sei ein begrüßenswerter Nebeneffekt der britischen Deutschlandpolitik gewesen. Als England 1936 nicht auf das deutsche Werben für einen gemeinsamen „Kreuzzug gegen den Bolschewismus“ einging, warf Goebbels dem „bürgerlichen Europa“ vor, es verkenne die bolschewistische Gefahr und die exponierte Stellung Deutschlands als Bollwerk gegen diese.